# Kanton Vercel-Villedieu-le-Camp
Der Kanton Vercel-Villedieu-le-Camp war bis 2015 ein französischer Wahlkreis im Département Doubs und in der damaligen Region Franche-Comté. Er umfasste 28 Gemeinden im Arrondissement Pontarlier; sein Hauptort (frz.: chef-lieu) war Vercel-Villedieu-le-Camp. Die landesweiten Änderungen in der Zusammensetzung der Kantone brachten im März 2015 seine Auflösung. Vertreter im conseil général des Départements war zuletzt von 2004 bis 2015 Léon Bessot.
Am 1. Januar 2009 erfolgte die Loslösung des Kantons aus dem Arrondissement Besançon und die Eingliederung in das Arrondissement Pontarlier.

## Gemeinden
| - Adam-lès-Vercel - Athose - Avoudrey - Belmont - Bremondans - Chasnans - Chaux-lès-Passavant - Chevigney-lès-Vercel - Courtetain-et-Salans - Épenouse - Épenoy - Étalans - Étray - Eysson | - Fallerans - Hautepierre-le-Châtelet - Longechaux - Longemaison - Magny-Châtelard - Nods - Orsans - Passonfontaine - Rantechaux - Valdahon - Vanclans - Vercel-Villedieu-le-Camp - Vernierfontaine - Verrières-du-Grosbois |